# Jan van Koningsveld
Jan van Koningsveld (Emden, 1969) è un calcolatore prodigio tedesco.
Ha vinto la Coppa del mondo di calcolo mentale, nella categoria di estrazione di radice quadrata, nel 2004 e nel 2008.
Nella classifica assoluta ha ottenuto il secondo posto, dietro al britannico Robert Fountain, nelle coppe del mondo del 2004, 2006 e 2008.
Nella prima edizione della "Memoriad" (una olimpiade del calcolo mentale e della memoria), a Istanbul nel 2008, Jan van Koningsveld ha vinto la medaglia d'oro nelle categorie della moltiplicazione e del calcolo di date del calendario.
Il 2 novembre 2008, a Emden, ha eguagliato il record mondiale di calcolo di calendario (stabilito dal cubano Yusnier Viera Romero nel 2006) dando 56 risposte esatte in un minuto. In seguito ha migliorato diverse volte il record, fino al 24 ottobre 2015, quando ha dato 96 risposte esatte.
Jan van Koningsveld ha detenuto il record mondiale per la moltiplicazione di due numeri di cinque cifre, dando dieci risposte esatte nel tempo di 3'06" (Emden, 25 novembre 2005). Il record è stato in seguito battuto dallo spagnolo Marc Jornet Sanz, con 1'42", durante la coppa del mondo di calcolo mentale del 2010.